# 레아 샤르마
레아 샤르마(힌디어: रिया शर्मा, 영어: Rhea Sharma, 1995년 8월 7일 ~ )는 인도의 배우이다.